# Saint-Jean-du-Corail-des-Bois
Saint-Jean-du-Corail-des-Bois – miejscowość i gmina we Francji, w regionie Normandia, w departamencie Manche.
Według danych na rok 1990 gminę zamieszkiwały 74 osoby, a gęstość zaludnienia wynosiła 20 osób/km² (wśród 1815 gmin Dolnej Normandii Saint-Jean-du-Corail-des-Bois plasuje się na 812. miejscu pod względem liczby ludności, natomiast pod względem powierzchni na miejscu 992.).